# Paris-Roubaix de 2013
A Paris-Roubaix 2013 foi a 111.ª edição desta clássica ciclista. Disputou-se no domingo 7 de abril de 2013, entre Compiègne e o velódromo André Pétrieux de Roubaix, sobre 257,5 km nos que passaram 27 sectores (repartidos num total de 52,6 km) de pavé,
A prova pertenceu ao UCI WorldTour de 2013.
Participaram na carreira 25 equipas. Os 19 de categoria UCI ProTeam (ao ser obrigada a sua participação); mais 6 de categoria Profissional Continental (a Bretagne-Séché Environnement, Bretagne-Schuller, Cofidis, IAM Cycling, Sojasun e Team Europcar). Formando assim um pelotão de 200 ciclistas (o limite de ciclistas para carreiras profissionais) ainda que finalmente foram 199 depois da baixa de última hora de Alexander Serebryakov (Euskaltel Euskadi) por um positivo, com 8 corredores a cada equipa (excepto o mencionado Euskaltel Euskadi que saiu com 7), dos que acabaram 118.
O ganhador foi o máximo favorito, o suíço Fabian Cancellara, que dessa forma conseguia a sua terceira vitória numa clássica em 2013 (dias prévios ganhou a E3 Prijs Vlaanderen-Harelbeke e o Tour de Flandres). A sua vez, esta foi a terceira vitória de Cancellara nesta clássica, tendo ganhado em 2006 e 2010. A 23 km da chegada Fabian atacou e depois de realizar uma grande remontada junto a Zdeněk Štybar atingiu ao grupo cabeceiro composto ademais por Sep Vanmarcke e Stijn Vandenbergh; no entanto, Vandenbergh e Štybar, casualmente parceiros de equipa, ficaram atrasados por quedas provocadas pelos espectadores em terreno empedrado situado a 16 km (Carrefour de l'Arbre) e 14 km (Gruson) da chegada respectivamente, conseguindo impor-se Fabian a Vanmarcke no sprint do dúo cabeceiro. Terceiro foi Niki Terpstra que encabeçou, a 31 segundos, um trío perseguidor.
| Sector | Quilómetro | Localização                              | Comprimento | Dificuldade |
| ------ | ---------- | ---------------------------------------- | ----------- | ----------- |
| 27     | 98,5       | Troisvilles > Inchy                      | 2 200 m     | 03          |
| 26     | 105        | Viesly > Quiévy                          | 1 800 m     | 03          |
| 25     | 107,5      | Quiévy > Saint-Python                    | 3 700 m     | 04          |
| 24     | 112,5      | Saint-Python                             | 1 500 m     | 02          |
| 23     | 120        | Vertain > Saint Martin-sur-Écaillon      | 2 300 m     | 03          |
| 22     | 130        | Verchain-Maugré > Quérénaing             | 1 600 m     | 03          |
| 21     | 133        | Quérénaing > Maing                       | 2 500 m     | 03          |
| 20     | 136,5      | Maing > Monchaux-sur-Écaillon            | 1 600 m     | 03          |
| 19     | 149,5      | Haveluy > Wallers                        | 2 500 m     | 04          |
| 18     | 158        | Trouée de Arenberg                       | 2 400 m     | 05          |
| 17     | 164        | Wallers > Hélesmes                       | 1 600 m     | 03          |
| 16     | 170,5      | Hornaing > Wandignies-Hamage             | 3 700 m     | 04          |
| 15     | 178        | Warlaing > Brillon                       | 2 400 m     | 03          |
| 14     | 181,5      | Tilloy-lez-Marchiennes > Sars-e-Rosières | 2 400 m     | 04          |
| 13     | 188        | Beuvry-Le-Bosque > Orchies               | 1 400 m     | 03          |
| 12     | 193        | Orchies                                  | 1 700 m     | 03          |
| 11     | 199        | Auchy-lez-Orchies > Bersée               | 2 600 m     | 04          |
| 10     | 205        | Mons-en-Pévèle                           | 3 000 m     | 05          |
| 9      | 211        | Mérignies > Avelin                       | 700 m       | 02          |
| 8      | 214,5      | Pont-Thibaut > Ennevelin                 | 1 400 m     | 03          |
| 7      | 220,5      | Templeuve (Moulin-de-Vertain)            | 500 m       | 02          |
| 6-2    | 227        | Cysoing > Bourghelles                    | 1 300 m     | 04          |
| 6-1    | 229,5      | Bourghelles > Wannehain                  | 1 100 m     | 03          |
| 5      | 234        | Camphin-en-Pévèle                        | 1 800 m     | 04          |
| 4      | 236,5      | Carrefour de l'Arbre                     | 2 100 m     | 05          |
| 3      | 239        | Gruson                                   | 1 100 m     | 02          |
| 2      | 246        | Willems > Hem                            | 1 400 m     | 02          |
| 1      | 253        | Roubaix                                  | 300 m       | 01          |
| Total  | Total      | Total                                    | 52 600 m    | 52 600 m    |

- Primeiro parte do percurso, sectores pavés em verde.
- Percurso entre Saint-Quentin e Solesmes.
- Percurso entre Solesmes e Orchies.
- Final da carreira

## Equipas
O organizador Amaury Sport Organisation tem comunicado a lista das quatro equipas convidadas em 21 de fevereiro  de  2013. 25 equipas participam nestas Paris-Roubaix - 19 ProTeams e 6 equipas continentais profissionais.
| Nome da equipa          | País           | Código |
| ----------------------- | -------------- | ------ |
| AG2R La Mondiale        | França         | ALM    |
| Argos-Shimano           | Países Baixos  | ARG    |
| Astana Pro Team         | Cazaquistão    | AST    |
| Blanco                  | Países Baixos  | BLA    |
| BMC Racing              | Estados Unidos | BMC    |
| Cannondale              | Itália         | CAN    |
| Euskaltel Euskadi       | Espanha        | TIDOS  |
| FDJ                     | França         | FDJ    |
| Garmin-Sharp            | Estados Unidos | GRS    |
| Katusha                 | Rússia         | KAT    |
| Lampre-Merida           | Itália         | LAM    |
| Lotto-Belisol           | Bélgica        | LTB    |
| Movistar                | Espanha        | MOV    |
| Omega Pharma-Quick Step | Bélgica        | OPQ    |
| Orica-GreenEDGE         | Austrália      | OGE    |
| RadioShack-Leopard      | Luxemburgo     | RLT    |
| Saxo-Tinkoff            | Dinamarca      | TST    |
| Team Sky                | Reino Unido    | SKY    |
| Vacansoleil-DCM         | Países Baixos  | VCD    |

| Nome da equipa               | País     | Código |
| ---------------------------- | -------- | ------ |
| Bretagne-Séché Meio ambiente | França   | BSE    |
| Cofidis                      | França   | COF    |
| Europcar                     | França   | EUC    |
| IAM                          | Suíça    | IAM    |
| NetApp-Endura                | Alemanha | TNE    |
| Sojasun                      | França   | SOJ    |

## Favoritos

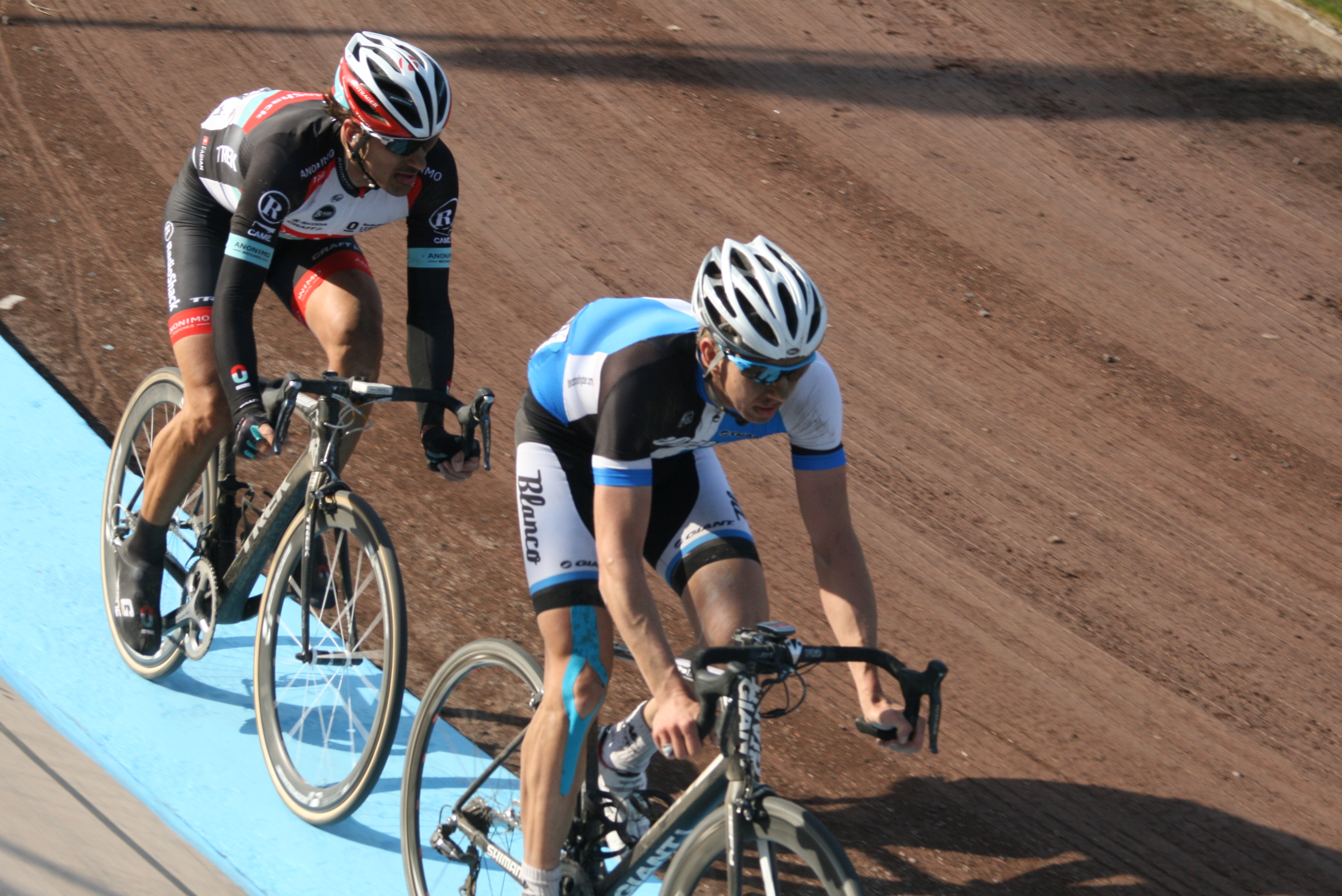
Fabian Cancellara e Sep Vanmarcke à chegada ao velódromo André-Pétrieux

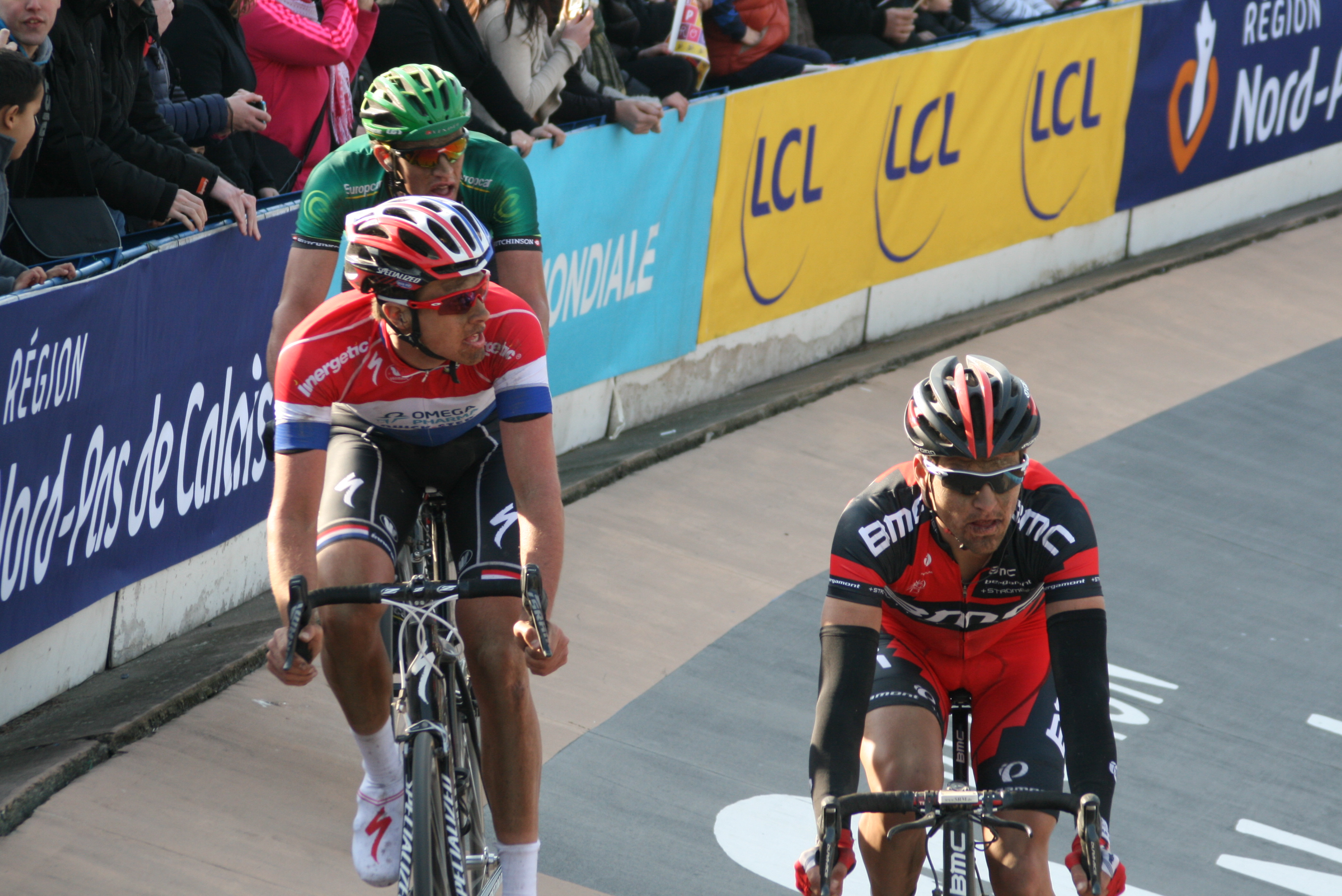
Damien Gaudin, Niki Terpstra e Greg Van Avermaet à chegada

O belga Tom Boonen (Omega Pharma-Quick Step), títular da prova e quatro vez vencedor da prova, está obrigado de declarar desistência. como consequência de uma costela rachada provocada durante uma queda na Volta à Flandres. O eslovaco Peter Sagan (Cannondale) está também ausente para melhor preparar os clássicos das Ardenas. O suíço Fabian Cancellara (RadioShack-Leopard), recente vencedor do grande Prêmio E3 e do Tour de Frandres ante Sagan, é o grande favorito desta edição.
Os principais adversários de Cancellara tentarão isolá-lo para evitar uma nova demonstração do suíço. A primeira equipa implicada é a formação Omega Pharma-Quick Step inclusive privada de Boonen mas com outsiders como o francês Sylvain Chavanel, o neerlandês Niki Terpstra e o checo Zdeněk Štybar. O espanhol Juan Antonio Flecha (Vacansoleil-DCM) habituado aos lugares de honra nesta carreira, o norueguês Thor Hushovd e seu colega duplo vencedor em esperanças o estadounidense Taylor Phinney (BMC Racing), o neerlandés Lars Boom (Blanco) e o francês Matthieu Ladagnous (FDJ). são os demais favoritos
Os demais outsiders são o norueguês Edvald Boasson Hagen e os seus dois colegas os britânicos Ian Stannard e Geraint Thomas (Team Sky), os franceses Yoann Offredo (FDJ) e Sébastien Turgot (Europcar), os Belgas Johan Vansummeren (Garmin-Sharp) vencedor em 2011, Jürgen Roelandts (Lotto-Belisol) recente terceiro no Tour de Frandres e Björn Leukemans (Vacansoleil-DCM), o alemão John Degenkolb (Argos-Shimano), os italianos Filippo Pozzato (Lampre-Merida) e Luca Paolini (Katusha), vencedor do último Omloop Het Nieuwsblad}, o colega deste último o norueguês Alexander Kristoffbem como o neerlandés Sebastian Langeveld (Orica-GreenEDGE).

## Relato da carreira
25 equipas inscreveram 8 corredores salvo os cazaques da Astana Pro Team e os espanhóis da Euskaltel Euskadi que não contam que 7 a cada um. 198 corredores estão presentes à saída da carreira.
A carreira, disputada por tempo seco, arranca com a habitual escapada matinal constituída de treze corredores saídos ao quilómetro 18 em Noyon. O grupo está composto dos belgas Jens Debusschere (Lotto-Belisol), Gert Steegmans (Omega Pharma-Quick Step) e Frederik Veuchelen (Vacansoleil-DCM), do luxemburguês Bob Jungels (RadioShack-Leopard), do alemão Björn Thurau (Europcar), do letão Gatis Smukulis (Katusha), do estadounidense Jacob Rathe (Garmin-Sharp), do dinamarquês Michael Mørkøv (Saxo-Tinkoff), do lituano Evaldas Šiškevičius (Sojasun), do canadiano Guillaume Boivin (Cannondale), do espanhol Eloy Teruel (Movistar) e dos franceses Clément Koretzky e Benjamin Le Montagner ambos membros da equipa Bretagne-Séché Environnement. Baixo o impulso das equipas Cofidis e NetApp-Endura, não representadas ao ataque, a separação não sobresai o minuto. A escapada fá-se-á retomar pelo pelotão ao km 70 antes inclusive dos primeiros sectores empedrados.
Após o terceiro sector pavé, o n° 25 de Quiévy a Saint-Python, um grupo composto de quatro corredores que compreendem os australianos Stuart O'Grady (Orica-GreenEDGE), vencedor em 2007, e Mathew Hayman (Team Sky), Koretzky e Steegmans se forma. Detrás, a formação RadioShack-Leopard da Suíça Fabian Cancellara roda em cabeça. As escapadas possuem aproximadamente 1 min de antemão à saída do sector n° 20 de Maing a Monchaux-sur-Écaillon enquanto mais temporão ao km 123 o francês Yoann Offredo (FDJ) abandona após ter atingido uma ilha direccional na travessia de Quérénaing. Os corredores aproximam depois a Trouée de Arenberg, sector pavé n° 18, sem nenhuma mudança de situação.
As escapadas abordam a célebre Trouée de Arenberg com 1 min 27 s de antemão ao pelotão depois à saída desta, os homens da frente já não têm que 40 s a um grupo de aproximadamente 80 unidades. O suíço Michael Schär (BMC Racing) contra-ataca em seguida em solitário depois atinge o dúo Koretzky-O'Grady seguidos por Hayman e Steegmans. Os três homens são a 40 s da cabeça durante a travesia do sector n° 16 de Hornaing a Wandignies-Hamage. Neste mesmo sector, ao nível do pelotão, uma queda intervém que implica o francês Matthieu Ladagnous (FDJ), o italiano Filippo Pozzato (Lampre-Merida), o esloveno Borut Božič (Astana) e o britânico Geraint Thomas (Sky). Ladagnous abandonará mais tarde como consequência de uma segunda queda, enquanto outro outsider, o norueguês Thor Hushovd (BMC Racing) cai por três vezes.
Enquanto a formação RadioShack-Leopard roda a 1 min 13 s por trás das escapadas a 65 km da chegada, Schär a partir de agora só tem 24 s. Volta no entanto no dúo de cabeça no momento de abordar o sector pavé n° 12 de Orchies enquanto o Francês Damien Gaudin (Europcar) se extrai à sua vez do pelotão e não possui que 29 s de atraso da cabeça. Este último atinge os três corredores ante a abordagem do sector pavé n° 11 de Auchy-lez-Orchies a Bersée. Detrás, neste mesmo sector, Cancellara acelera com o francês Sylvain Chavanel (Omega Pharma-Quick Step) em sua roda. Vários grupos criam-se.
Após uma reagrupação, um grupo trazido pela equipa Omega Pharma-Quick Step, retoma os quatro fugidos a 48 km de Roubaix, um pouco antes o sector n° 10 de Mons-en-Pévèle. À saída deste, 13 corredores são em cabeça mas os ataques se sucedem e, enquanto Chavanel muda de bicicleta, quatro corredores tomam a largura. Encontra ainda Gaudin mas também o neerlandês Sebastian Langeveld (Orica-GreenEDGE) e ambas belgas Sep Vanmarcke (Blanco) e Stijn Vandenbergh (Omega Pharma-Quick Step). Estão apanhados alguns quilómetros mais tarde por quatro outros corredores que são o belga Greg Van Avermaet (BMC Racing), o checo Zdeněk Štybar (Omega Pharma-Quick Step), o espanhol Juan Antonio Flecha (Vacansoleil-DCM) e o italiano Luca Paolini (Katusha). Cancellara é deixado num segundo grupo todo como o austríaco Bernhard Eisel (Sky) e os neerlandeses Lars Boom (Blanco) e Niki Terpstra (Omega Pharma-Quick Step). O francês Sébastien Turgot (Europcar), vítima de uma encravado mais temporão e Chavanel estão recusados em terceira posto da carreira.
Enquanto Vanmarcke e Vandenbergh marcham sozinhos ao atacante, Cancellara volta em solitário ao grupo dos perseguidores. Terpstra imita o suíço alguns quilómetros mais longe enquanto ao mesmo momento Vanmarcke e Vandenbergh possui 47 s de antemão 27 km da chegada. 2 km mais longe, Cancellara ataca no sector n° 6-2 de Cysoing a Bourghelles para atingir ambas Belgas. Só Štybar chega ao seguir sem no entanto o ultrapassar. O dúo de cabeça resulta um quarteto a 20 km do objectivo pouco antes a entrada na o sector n° 5 de Camphin-en-Pévèle. Estes quatro corredores abordam juntos o sector n° 4 do Carrefour de l'Arbre. A meio caminho deste, Vandenbergh atingue um espectador e cai. Cancellara acelera mas Vanmarcke e Štybar seguem. Depois é à volta de Štybar de imitar o seu colega algumas centenas de metros mais longe que perde uma pessoa e atrasa o andamento. Depois de 13 s de atraso à saída do Carrefour de l'Arbre na Vanmarcke e Cancellara.
O dúo de cabeça se relaye e possui 1 min 15 s de antemão a 5 km do objectivo na um grupo que tem retomar Štybar. Excetuada uma tentativa de ataque de Cancellara 1 km mais tarde, ambos corredores disputar-se-ão pois a vitória no velódromo André-Pétrieux de Roubaix. Cancellara sobresai a Vanmarcke vinte metros antes da linha, para conseguir o seu terceiro Paris-Roubaix após 2006 e 2010 e acrescentar um segundo duplicada Volta à Flandres-Paris Roubaix. Terpstra completa o pódio avançando ao sprint Van Avermaet e Gaudin., um bem delgado resultado para a formação Omega Pharma-Quick Step

## Classificação final
|    | Corredor                  | Equipa                  |    | Tempo             | Pontos UCI |
| -- | ------------------------- | ----------------------- | -- | ----------------- | ---------- |
| 1  | Fabian Cancellara (SUI)   | RadioShack-Leopard      | em | '5 h 45 min 33 se | 100        |
| 2  | Sep Vanmarcke (BEL)       | Blanco                  | +  | 0 s               | 80         |
| 3  | Niki Terpstra (NED)       | Omega Pharma-Quick Step |    | 31 s              | 70         |
| 4  | Greg Van Avermaet (BEL)   | BMC Racing              |    | 31 s              | 60         |
| 5  | Damien Gaudin (FRA)       | Europcar                |    | 31 s              | -          |
| 6  | Zdeněk Štybar (CZE)       | Omega Pharma-Quick Step |    | 39 s              | 40         |
| 7  | Sebastian Langeveld (NED) | Orica-GreenEDGE         |    | 39 s              | 30         |
| 8  | Juan Antonio Flecha (ESP) | Vacansoleil-DCM         |    | 39 s              | 20         |
| 9  | Alexander Kristoff (NOR)  | Katusha                 |    | 50 s              | 10         |
| 10 | Sébastien Turgot (FRA)    | Europcar                |    | 50 s              | -          |

## Lista dos participantes
- Lista de saída completa

| Legenda | Legenda                                                                        | Legenda | Legenda                                                      |
| ------- | ------------------------------------------------------------------------------ | ------- | ------------------------------------------------------------ |
| Num     | Camisola de saída levada pelo corredor nesta Paris-Roubaix                     | Pos     | Posição à chegada da carreira                                |
|         | Indica um maillot de campeão nacional ou mundial, seguido da sua especialidade | NP      | Indica um corredor que não tem tomado a saída da carreira    |
| AB      | Indica um corredor que não tem terminado a carreira                            | HD      | Indica um corredor que tem terminado a persegue fora atrasos |
| DSQ     | Indica um corredor que tem sido disqualifié da carreira                        |         |                                                              |

| Omega Pharma-Quick Step OPQ | Omega Pharma-Quick Step OPQ    | Omega Pharma-Quick Step OPQ |
| --------------------------- | ------------------------------ | --------------------------- |
| Num                         | Corredor                       | Pos                         |
| 1                           | Sylvain Chavanel (FRA)         | 19.º                        |
| 2                           | Iljo Keisse (BEL)              | 38.º                        |
| 3                           | Nikolas Maes (BEL)             | 74.º                        |
| 4                           | Gert Steegmans (BEL)           | 55.º                        |
| 5                           | Zdeněk Štybar (CZE)            | 6.º                         |
| 6                           | Niki Terpstra (NED) (Estrada)  | 3.º                         |
| 7                           | Guillaume Van Keirsbulck (BEL) | AB                          |
| 8                           | Stijn Vandenbergh (BEL)        | 20.º                        |

| Europcar EUC | Europcar EUC             | Europcar EUC |
| ------------ | ------------------------ | ------------ |
| Num          | Corredor                 | Pos          |
| 11           | Sébastien Turgot (FRA)   | 10.º         |
| 12           | Sébastien Chavanel (FRA) | AB           |
| 13           | Jérôme Cousin (FRA)      | AB           |
| 14           | Damien Gaudin (FRA)      | 5.º          |
| 15           | Yohann Gene (FRA)        | 88.º         |
| 16           | Morgan Lamoisson (FRA)   | 117.º        |
| 17           | Björn Thurau (GER)       | 48.º         |
| 18           | David Veilleux (CAN)     | AB           |

| RadioShack-Leopard RLT | RadioShack-Leopard RLT          | RadioShack-Leopard RLT |
| ---------------------- | ------------------------------- | ---------------------- |
| Num                    | Corredor                        | Pos                    |
| 21                     | Fabian Cancellara (SUI)         | 1.º                    |
| 22                     | Stijn Devolder (BEL)            | 54.º                   |
| 23                     | Markel Irizar (ESP)             | AB                     |
| 24                     | Bob Jungels (LUX)               | 84.º                   |
| 25                     | Yaroslav Popovych (UKR)         | 101.º                  |
| 26                     | Grégory Rast (SUI)              | 86.º                   |
| 27                     | Hayden Roulston (NZL) (Estrada) | 53.º                   |
| 28                     | Jesse Sergent (NZL)             | 80.º                   |

| BMC Racing BMC | BMC Racing BMC          | BMC Racing BMC |
| -------------- | ----------------------- | -------------- |
| Num            | Corredor                | Pos            |
| 31             | Thor Hushovd (NOR)      | 35.º           |
| 32             | Marcus Burghardt (GER)  | AB             |
| 33             | Daniel Oss (ITA)        | AB             |
| 34             | Taylor Phinney (USA)    | 23.º           |
| 35             | Manuel Quinziato (ITA)  | 71.º           |
| 36             | Michael Schär (SUI)     | 34.º           |
| 37             | Greg Van Avermaet (BEL) | 4.º            |
| 38             | Danilo Wyss (SUI)       | AB             |

| Team Sky SKY | Team Sky SKY                         | Team Sky SKY |
| ------------ | ------------------------------------ | ------------ |
| Num          | Corredor                             | Pos          |
| 41           | Edvald Boasson Hagen (NOR) (Estrada) | 47.º         |
| 42           | Bernhard Eisel (AUT)                 | 12.º         |
| 43           | Mathew Hayman (AUS)                  | 52.º         |
| 44           | Salvatore Puccio (ITA)               | AB           |
| 45           | Gabriel Rasch (NOR)                  | 97.º         |
| 46           | Luke Rowe (GBR)                      | 109.º        |
| 47           | Ian Stannard (GBR) (Estrada)         | 51.º         |
| 48           | Geraint Thomas (GBR)                 | 79.º         |

| Blanco BLA | Blanco BLA               | Blanco BLA |
| ---------- | ------------------------ | ---------- |
| Num        | Corredor                 | Pos        |
| 51         | Lars Boom (NED)          | 14.º       |
| 52         | Jetse Bol (NED)          | 114.º      |
| 53         | Rick Flens (NED)         | AB         |
| 54         | Maarten Tjallingii (NED) | 18.º       |
| 55         | Jos van Emden (NED)      | 66.º       |
| 56         | Sep Vanmarcke (BEL)      | 2.º        |
| 57         | Robert Wagner (GER)      | 30.º       |
| 58         | Maarten Wynants (BEL)    | 13.º       |

| Katusha KAT | Katusha KAT                  | Katusha KAT |
| ----------- | ---------------------------- | ----------- |
| Num         | Corredor                     | Pos         |
| 61          | Alexander Kristoff (NOR)     | 9.º         |
| 62          | Vladimir Gusev (RUS)         | 49.º        |
| 63          | Marco Haller (AUT)           | AB          |
| 64          | Vladimir Isaychev (RUS)      | AB          |
| 65          | Viatcheslav Kouznetsov (RUS) | 67.º        |
| 66          | Luca Paolini (ITA)           | 21.º        |
| 67          | Rüdiger Selig (GER)          | 64.º        |
| 68          | Gatis Smukulis (LAT)         | AB          |

| Garmin-Sharp GRS | Garmin-Sharp GRS         | Garmin-Sharp GRS |
| ---------------- | ------------------------ | ---------------- |
| Num              | Corredor                 | Pos              |
| 71               | Johan Vansummeren (BEL)  | 50.º             |
| 72               | Jack Bauer (NZL)         | 70.º             |
| 73               | Tyler Farrar (USA)       | 58.º             |
| 74               | Andreas Klier (GER)      | AB               |
| 75               | Raymond Kreder (NED)     | AB               |
| 76               | Martijn Maaskant (NED)   | 73.º             |
| 77               | Jacob Rathe (USA)        | AB               |
| 78               | Sébastien Rosseler (BEL) | AB               |

| FDJ | FDJ                      | FDJ  |
| --- | ------------------------ | ---- |
| Num | Corredor                 | Pos  |
| 81  | Matthieu Ladagnous (FRA) | AB   |
| 82  | William Gorra (FRA)      | 72.º |
| 83  | David Boucher (FRA)      | AB   |
| 84  | Mickaël Delage (FRA)     | AB   |
| 85  | Arnaud Démare (FRA)      | 90.º |
| 86  | Murilo Fischer (BRA)     | AB   |
| 87  | Johan Le Bon (FRA)       | 26.º |
| 88  | Yoann Offredo (FRA)      | AB   |

| Lotto-Belisol LTB | Lotto-Belisol LTB       | Lotto-Belisol LTB |
| ----------------- | ----------------------- | ----------------- |
| Num               | Corredor                | Pos               |
| 91                | Jürgen Roelandts (BEL)  | 43.º              |
| 92                | Lars Ytting Bak (DEN)   | AB                |
| 93                | Kenny Dehaes (BEL)      | AB                |
| 94                | Jens Debusschere (BEL)  | AB                |
| 95                | André Greipel (GER)     | 68.º              |
| 96                | Gregory Henderson (NZL) | AB                |
| 97                | Vicente Reynés (ESP)    | AB                |
| 98                | Marcel Sieberg (GER)    | 24.º              |

| Astana Pro Team AST | Astana Pro Team AST         | Astana Pro Team AST |
| ------------------- | --------------------------- | ------------------- |
| Num                 | Corredor                    | Pos                 |
| 101                 | Borut Božič (SLO) (Estrada) | AB                  |
| 102                 | Andrea Guardini (ITA)       | 116.º               |
| 103                 | Jacopo Guarnieri (ITA)      | 31.º                |
| 104                 | Evan Huffman (USA)          | AB                  |
| 105                 | Armam Kamyshev (KAZ)        | 113.º               |
| 106                 | Dmitriy Muravyev (KAZ)      | 76.º                |
| 107                 | Ruslan Tleubayev (KAZ)      | AB                  |
| 108                 |                             |                     |

| Orica-GreenEDGE OGE | Orica-GreenEDGE OGE            | Orica-GreenEDGE OGE |
| ------------------- | ------------------------------ | ------------------- |
| Num                 | Corredor                       | Pos                 |
| 111                 | Stuart O'Grady (AUS)           | 96.º                |
| 112                 | Fumiyuki Beppu (JPN)           | AB                  |
| 113                 | Baden Cooke (AUS)              | AB                  |
| 114                 | Mitchell Docker (AUS)          | AB                  |
| 115                 | Luke Durbridge (AUS) (Estrada) | 110.º               |
| 116                 | Jens Keukeleire (BEL)          | 46.º                |
| 117                 | Sebastian Langeveld (NED)      | 7.º                 |
| 118                 | Jens Mouris (NED)              | AB                  |

| Vacansoleil-DCM VCD | Vacansoleil-DCM VCD       | Vacansoleil-DCM VCD |
| ------------------- | ------------------------- | ------------------- |
| Num                 | Corredor                  | Pos                 |
| 121                 | Juan Antonio Flecha (ESP) | 8.º                 |
| 122                 | Kris Boeckmans (BEL)      | 57.º                |
| 123                 | Wesley Kreder (NED)       | 91.º                |
| 124                 | Björn Leukemans (BEL)     | 16.º                |
| 125                 | Bert-Jan Lindeman (NED)   | AB                  |
| 126                 | Mirko Selvaggi (ITA)      | AB                  |
| 127                 | Boy van Poppel (NED)      | 81.º                |
| 128                 | Frederik Veuchelen (BEL)  | AB                  |

| Lampre-Merida LAM | Lampre-Merida LAM         | Lampre-Merida LAM |
| ----------------- | ------------------------- | ----------------- |
| Num               | Corredor                  | Pos               |
| 131               | Filippo Pozzato (ITA)     | 22.º              |
| 132               | Elia Favilli (ITA)        | AB                |
| 133               | Massimo Graziato (ITA)    | AB                |
| 134               | Andrea Palini (ITA)       | 89.º              |
| 135               | Alessandro Petacchi (ITA) | AB                |
| 136               | Maximiliano Richeze (ARG) | AB                |
| 137               | Davide Viganò (ITA)       | AB                |
| 138               | Luca Wackermann (ITA)     | AB                |

| Saxo-Tinkoff TST | Saxo-Tinkoff TST              | Saxo-Tinkoff TST |
| ---------------- | ----------------------------- | ---------------- |
| Num              | Corredor                      | Pos              |
| 141              | Matteo Tosatto (ITA)          | 87.º             |
| 142              | Matti Breschel (DEN)          | 15.º             |
| 143              | Jonathan Cantwell (AUS)       | 92.º             |
| 144              | Jonas Aaen Jørgensen (DEN)    | 94.º             |
| 145              | Christopher Juul Jensen (DEN) | 118.º            |
| 146              | Marko Kump (SLO)              | 105.º            |
| 147              | Anders Lund (DEN)             | 98.º             |
| 148              | Michael Mørkøv (DEN)          | 103.º            |

| IAM | IAM                                 | IAM   |
| --- | ----------------------------------- | ----- |
| Num | Corredor                            | Pos   |
| 151 | Heinrich Haussler (AUS)             | 11.º  |
| 152 | Marco Bandiera (ITA)                | 39.º  |
| 153 | Martin Elmiger (SUI)                | 41.º  |
| 154 | Kristof Goddaert (BEL)              | AB    |
| 155 | Sébastien Hinault (FRA)             | 42.º  |
| 156 | Dominic Klemme (GER)                | 106.º |
| 157 | Gustav Larsson (SWE)                | AB    |
| 158 | Aleksejs Saramotins (LAT) (Estrada) | AB    |

| Argos-Shimano ARG | Argos-Shimano ARG     | Argos-Shimano ARG |
| ----------------- | --------------------- | ----------------- |
| Num               | Corredor              | Pos               |
| 161               | John Degenkolb (GER)  | 28.º              |
| 162               | William Clarke (AUS)  | 112.º             |
| 163               | Roy Curvers (NED)     | 78.º              |
| 164               | Bert De Backer (BEL)  | 44.º              |
| 165               | Koen de Kort (NED)    | AB                |
| 166               | Ramon Sinkeldam (NED) | 25.º              |
| 167               | Tom Stamsnijder (NED) | HD                |
| 168               | Tom Veelers (NED)     | 36.º              |

| AG2R La Mondiale ALM | AG2R La Mondiale ALM               | AG2R La Mondiale ALM |
| -------------------- | ---------------------------------- | -------------------- |
| Num                  | Corredor                           | Pos                  |
| 171                  | Steve Chainel (FRA)                | 17.º                 |
| 172                  | Davide Appollonio (ITA)            | AB                   |
| 173                  | Gediminas Bagdonas (LTU) (Estrada) | 102.º                |
| 174                  | Hugo Houle (CAN)                   | AB                   |
| 175                  | Yauheni Hutarovich (BLR) (Estrada) | 61.º                 |
| 176                  | Valentin Iglinskiy (KAZ)           | AB                   |
| 177                  | Sébastien Minard (FRA)             | 45.º                 |
| 178                  | Lloyd Mondory (FRA)                | 27.º                 |

| Sojasun SOJ | Sojasun SOJ               | Sojasun SOJ |
| ----------- | ------------------------- | ----------- |
| Num         | Corredor                  | Pos         |
| 181         | Jimmy Engoulvent (FRA)    | AB          |
| 182         | Maxime Daniel (FRA)       | AB          |
| 183         | Christophe Laborie (FRA)  | AB          |
| 184         | Cyril Lemoine (FRA)       | 77.º        |
| 185         | Rony Martias (FRA)        | AB          |
| 186         | Jean-Lou Paiani (FRA)     | AB          |
| 187         | Evaldas Šiškevičius (LTU) | AB          |
| 188         | Yannick Talabardon (FRA)  | 100.º       |

| Cannondale CAN | Cannondale CAN              | Cannondale CAN |
| -------------- | --------------------------- | -------------- |
| Num            | Corredor                    | Pos            |
| 191            | Maciej Bodnar (POL)         | 56.º           |
| 192            | Guillaume Boivin (CAN)      | AB             |
| 193            | Mauro Da Dalto (ITA)        | AB             |
| 194            | Lucas Sebastián Haedo (ARG) | 104.º          |
| 195            | Ted King (USA)              | 111.º          |
| 196            | Kristjan Koren (SLO)        | 83.º           |
| 197            | Alan Marangoni (ITA)        | AB             |
| 198            | Fabio Sabatini (ITA)        | 32.º           |

| Cofidis COF | Cofidis COF          | Cofidis COF |
| ----------- | -------------------- | ----------- |
| Num         | Corredor             | Pos         |
| 201         | Adrien Petit (FRA)   | 29.º        |
| 202         | Florent Barle (FRA)  | 62.º        |
| 203         | Egoitz García (ESP)  | AB          |
| 204         | Jan Ghyselinck (BEL) | AB          |
| 205         | Gert Jõeäär (É)      | AB          |
| 206         | Arnaud Labbe (FRA)   | 69.º        |
| 207         | Nico Sijmens (BEL)   | AB          |
| 208         | Romain Zingle (BEL)  | AB          |

| NetApp-Endura TNE | NetApp-Endura TNE          | NetApp-Endura TNE |
| ----------------- | -------------------------- | ----------------- |
| Num               | Corredor                   | Pos               |
| 211               | Roger Kluge (GER)          | 33.º              |
| 212               | Jan Bárta (CZE)            | 95.º              |
| 213               | Zakkari Dempster (AUS)     | 108.º             |
| 214               | Russell Downing (GBR)      | 115.º             |
| 215               | Markus Eichler (GER)       | AB                |
| 216               | Blaž Jarc (SLO)            | AB                |
| 217               | Andreas Schillinger (GER)  | 107.º             |
| 218               | Alexander Wetterhall (SWE) | AB                |

| Movistar MOV | Movistar MOV                      | Movistar MOV |
| ------------ | --------------------------------- | ------------ |
| Num          | Corredor                          | Pos          |
| 221          | José Joaquín Rojas (ESP)          | 59.º         |
| 222          | Alex Dowsett (GBR)                | AB           |
| 223          | Imanol Erviti (ESP)               | 82.º         |
| 224          | José Iván Gutiérrez (ESP)         | 63.º         |
| 225          | Jesús Herrada (ESP)               | AB           |
| 226          | Eloy Teruel (ESP)                 | AB           |
| 227          | Francisco Ventoso (ESP) (Estrada) | 37.º         |
| 228          | Giovanni Visconti (ITA)           | DSQ          |

| Bretagne-Séché Meio ambiente BSE | Bretagne-Séché Meio ambiente BSE | Bretagne-Séché Meio ambiente BSE |
| -------------------------------- | -------------------------------- | -------------------------------- |
| Num                              | Corredor                         | Pos                              |
| 231                              | Jean-Luc Delpech (FRA)           | AB                               |
| 233                              | Benoît Jarrier (FRA)             | 85.º                             |
| 234                              | Clément Koretzky (FRA)           | 75.º                             |
| 235                              | Vegard Stake Laengen (NOR)       | 93.º                             |
| 236                              | Gaël Malacarne (FRA)             | 40.º                             |
| 237                              | Pierre-Luc Périchon (FRA)        | 65.º                             |
| 238                              | Florian Vachon (FRA)             | AB                               |
| 240                              | Benjamin Le Montagner (FRA)      | AB                               |

| Euskaltel Euskadi TIDO | Euskaltel Euskadi TIDO      | Euskaltel Euskadi TIDO |
| ---------------------- | --------------------------- | ---------------------- |
| Num                    | Corredor                    | Pos                    |
| 241                    | Peio Bilbao (ESP)           | AB                     |
| 242                    | Ricardo García Ambroa (ESP) | 99.º                   |
| 243                    | Juan José Oroz (ESP)        | AB                     |
| 244                    | Steffen Radochla (GER)      | AB                     |
| 245                    | Adrián Sáez (ESP)           | AB                     |
| 246                    | André Schulze (GER)         | AB                     |
| 247                    |                             |                        |
| 248                    | Ioánnis Tamourídis (GRE)    | 60.º                   |